# Mills & Boon

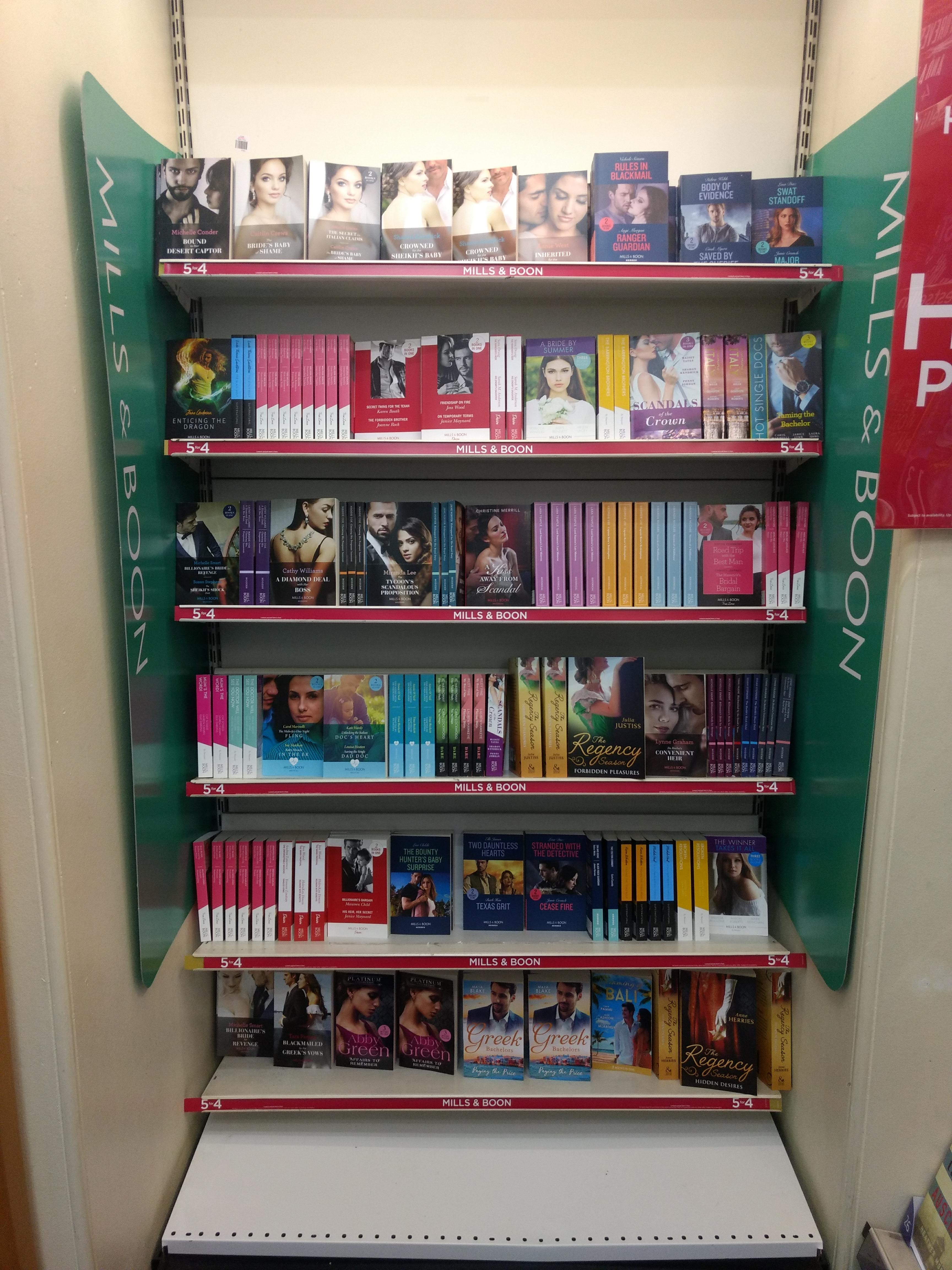
Estantería llena de las obras de Mills & Boon

Mills y Boon es una editora británica de novelas románticas. Fue fundada en 1908, y fue independiente hasta su adquisición en 1971 por Harlequin Enterprises con quien la empresa ha tenido una larga asociación informal. Tiene un número de publicaciones editoriales que entre ellas representan aproximadamente las tres cuartas partes de los libros de romance publicados en Gran Bretaña.

## Serie actual
Además de las publicaciones especiales, Mills & Boon publica actualmente once series, la mayoría con varios títulos publicados mensualmente. Estos son los siguientes:
- Modern (moderna) - Se concentra en los romances apasionados, glamorosos y "sofisticados". Los títulos describen relaciones intensas, a menudo muy sexuales, a menudo reflejando sentimientos compartidos, deseos y sueños dentro de la pareja.

- Romance - Novelas cálidas y emocionales que se centran en capturar la sensación de enamorarse.

- Blaze - Muy sexual. Se presentan parejas en relaciones amorosas contemporáneas mientras se embarcan en aventuras sexuales y viajes de fantasía.

- By Request (a pedido) - Novelas románticas previamente publicadas, pero que ya no están disponibles. Se publica un volumen por mes.

- Medical (médicos) - Romances contemporáneos en el contexto de la profesión médica.

- Historical (histórica): Romance situado en un determinado momento y lugar histórico, por ejemplo, Nueva York en 1920.

- Desire 2-in-1 (deseo 2 en 1): Atrevidas historias de amor provocadoras y sensuales.

- Special moments (edición especial): Compendio de romances llenos de emoción, que hacen frente a situaciones delicadas, mientras se abarque el ideal romántico de que el amor puede conquistar todo.

- Intrigue (intriga): Romance y suspenso en su mejor momento: peligro, engaño y deseo.

- Spotlight: las dos novelas más vendidas en un solo volumen por autores favoritos, publicadas de nuevo por demanda popular.